# Lindackeria ngounyensis
Lindackeria ngounyensis är en tvåhjärtbladig växtart som beskrevs av François Pellegrin. Lindackeria ngounyensis ingår i släktet Lindackeria och familjen Achariaceae. Inga underarter finns listade i Catalogue of Life.